# Banksia solandri
Banksia solandri är en tvåhjärtbladig växtart som beskrevs av Robert Brown och namngiven efter botanikern Daniel Solander.

## Beskrivning
. Banksia solandri ingår i släktet Banksia och familjen Proteaceae. Inga underarter finns listade i Catalogue of Life.